# Криница (Молодечненский район)
Криница (бел. Крыні́ца) — деревня в Молодечненском районе Минской области Беларуси. В составе Мясотского сельсовета.

## География
Рядом пролегает дорога Р-28, через деревню — дорога Н-9128.
Расположен железнодорожный остановочный пункт Криница.
Ближайшие населённые пункты Выверы, Селивоновка, Татарщина и др.

## История
С 1904 года в Молодечненской волости Вилейского уезда Виленской губернии.

## Население

### Численность
- 2019 год — 192 жителей

### Динамика
- 1999 год — 253 жителей (перепись населения)
- 2009 год — 216 жителей (перепись населения)[3]
- 2019 год — 192 жителей (перепись населения)

## Улицы
- Завадского
- Юилейная
- Криничный переулок